# Сентла (муниципалитет)
Сентла (исп. Centla) — муниципалитет в Мексике, в штате Табаско, с административным центром в городе Фронтера. Численность населения, по данным переписи 2020 года, составила 107 731 человек.

## Общие сведения
Название Centla происходит от слов языка науатль: Cin-tla, что можно перевести как: кукурузное поле.
Площадь муниципалитета равна 2693,4 км², что составляет 10,9 % от общей площади штата, а наиболее высоко расположенное поселение Висенте-Герреро находится на высоте 17 метров.
Он граничит с другими муниципалитетами штата Табаско: на востоке с Хонутой, на юге с Макуспаной и Сентро, на западе с Накахукой, Хальпа-де-Мендесом и Параисо, также граничит на востоке с другим штатом Мексики — Кампече, а на севере омывается водами Мексиканского залива.

## Учреждение и состав
Муниципалитет был образован 18 декабря 1883 года, по данным 2020 года в его состав входит 200 населённых пунктов, самые крупные из которых:
| Код INEGI                  | Населённый пункт                                                                  | Численность населения (2005 год) | Численность населения (2010 год) | Численность населения (2020 год) |
| -------------------------- | --------------------------------------------------------------------------------- | -------------------------------- | -------------------------------- | -------------------------------- |
| 003                        | Всего                                                                             | 92755                            | 102110                           | 107731                           |
| 0001                       | Фронтера (исп. Frontera) 18°31′48″ с. ш. 92°39′08″ з. д. (административный центр) | 21810                            | 22795                            | 23024                            |
| 0061                       | Висенте-Герреро (исп. Vicente Guerrero) 18°23′20″ с. ш. 92°53′40″ з. д.           | 7554                             | 8188                             | 9354                             |
| 0035                       | Игнасио-Альенде (исп. Ignacio Allende) 18°22′59″ с. ш. 92°50′40″ з. д.            | 3314                             | 3408                             | 3547                             |
| 0015                       | Куаутемок (исп. Cuauhtémoc) 18°24′02″ с. ш. 92°57′01″ з. д.                       | 3405                             | 3589                             | 3476                             |
| 0056                       | Симон-Сарлат (исп. Simón Sarlat) 18°20′40″ с. ш. 92°48′37″ з. д.                  | 4329                             | 3044                             | 3317                             |
| 0004                       | Бенито-Хуарес (исп. Benito Juárez) 18°25′21″ с. ш. 92°48′19″ з. д.                | 1685                             | 2200                             | 2633                             |
| 0036                       | Игнасио-Сарагоса (исп. Ignacio Zaragoza) 18°24′07″ с. ш. 92°57′34″ з. д.          | 2090                             | 2327                             | 2497                             |
| 0030                       | Франсиско-Мадеро (исп. Francisco I. Madero) 18°27′59″ с. ш. 92°44′26″ з. д.       | 1795                             | 2184                             | 2304                             |
| 0331                       | Капарросо (исп. Caparroso) 18°20′42″ с. ш. 92°48′13″ з. д.                        | —                                | 1886                             | 2062                             |
| —                          | Прочие                                                                            | 46773                            | 52489                            | 55517                            |
| Названия на карте Генштаба |                                                                                   |                                  |                                  |                                  |

## Экономическая деятельность
По статистическим данным 2000 года, работоспособное население занято по секторам экономики в следующих пропорциях:
- сельское хозяйство, животноводство и рыбная ловля — 45,3 %;
- промышленность и строительство — 13,3 %;
- торговля, сферы услуг и туризма — 39,1 %;
- безработные — 2,3 %.

## Инфраструктура
По статистическим данным 2020 года, инфраструктура развита следующим образом:
- электрификация: 98,7 %;
- водоснабжение: 26,2 %;
- водоотведение: 94,3 %.

## Фотографии
- Центральная площадь во Фронтере
- Туристический катамаран
- Экологический заповедник Сентла